# BoxRec
BoxRec은 프로 권투 선수의 전적을 기록하는 웹사이트로, 미디어위키를 사용한 권투 백과사전형 사이트이다.